# Mavis Batey
Mavis Lilian Batey, de soltera Lever, (Dulwich, 5 de mayo de 1921 – Petworth, 12 de noviembre de 2013) fue una criptoanalista británica durante la Segunda Guerra Mundial. Su trabajo en Bletchley Park fue una de las claves del éxito del Día D. Más tarde se convirtió en historiadora de la jardinería, haciendo campaña para salvar parques y jardines históricos, y en autora. Batey fue galardonada con la Medalla Veitch en 1985, y fue nombrada Miembro de la Orden del Imperio Británico (MBE) en 1987, en ambos casos por su trabajo en la conservación de jardines.

## Trayectoria
Hija de madre costurera y padre cartero, Batey se crio en Norbury y fue a la Escuela de Niñas del Convento Coloma en Croydon. Estudió alemán en el University College de Londres al comienzo de la Segunda Guerra Mundial, concentrándose en los románticos alemanes. Decidió interrumpir sus estudios para ayudar en la guerra. Al principio, solicitó ser enfermera, pero descubrió que sus habilidades lingüísticas eran muy solicitadas.
Al principio fue contratada por la Sección de Londres para revisar las columnas personales de The Times en busca de mensajes espías codificados. Luego, en 1940, fue reclutada para trabajar en Bletchley Park. Trabajó como asistente de Dilly Knox, y estuvo estrechamente involucrada en el esfuerzo de descifrado antes de la Batalla de Matapán.  Según The Daily Telegraph, se familiarizó tanto con los estilos de los operadores enemigos que pudo determinar que dos de ellos tenían una novia llamada Rosa. Batey había desarrollado una técnica exitosa que podía ser utilizada en otros lugares.
Aunque Batey tenía solo 19 años, empezó a trabajar en la máquina italiana Enigma Naval, y a finales de marzo de 1941 consiguió acceder a su estructura, descifrando un mensaje que decía "Hoy es el día menos tres". Ella y sus colegas trabajaron durante tres días y noches y descubrieron que los italianos tenían la intención de asaltar un convoy de la Marina Real que transportaba suministros desde El Cairo, Egipto, a Grecia. Los mensajes que descifraron proporcionaron un plan detallado del asalto italiano.
En diciembre de 1941, descifró un mensaje entre Belgrado y Berlín que permitió al equipo de Knox elaborar el cableado del Abwehr Enigma, una máquina Enigma que antes se creía que era indescifrable. Más tarde, Batey descifró otra máquina Abwehr, la GGG. Esto permitió que los británicos pudieran leer los mensajes de Abwehr y confirmar que los alemanes creían en la inteligencia de la Doble Cruz que estaban siendo alimentados por los agentes dobles que fueron reclutados por Gran Bretaña como espías.
Mientras estaba en Bletchley Park, conoció a Keith Batey, un matemático y compañero de profesión con quien se casó en 1942. Pasó algún tiempo después de 1945 en el Servicio Diplomático, y luego crio a tres hijos, dos hijas y un hijo. Batey, de 92 años y viuda desde 2010, falleció el 12 de noviembre de 2013.

## Publicaciones
Batey escribió una biografía de Dilly Knox: Dilly: The Man Who Broke Enigmas. El libro ofrece un resumen de los códigos gubernamentales y de la operación de desciframiento de códigos de la escuela de cifrado en Bletchley Park. También describe su desciframiento del Enigma italiano que contribuyó al éxito de la Armada Británica en la Batalla de Cabo Matapán.
Publicó varios libros sobre la historia de los jardines, así como algunos relacionados con Bletchley Park, y se desempeñó como Presidenta de la Garden History Society, de la que fue nombrada Secretaria en 1971.

## Reconocimientos
Fue galardonada con la Medalla Veitch en 1985, y fue nombrada Miembro de la Orden del Imperio Británico (MBE) en 1987, en ambos casos por su trabajo en la conservación de jardines.

## Obra
- 1980 — Alice's Adventures in Oxford. Pitkin Pictorials. ISBN 978-0853722953.
- 1982 — Oxford Gardens: The University's Influence on Garden History.
- 1983 — Nuneham Courtenay: An Oxfordshire 18th-century Deserted Village.
- 1984 — Reader's Digest Guide to Creative Gardening.
- 1988 — Jacques, David; van der Horst, Arend Jan (eds. The Gardens of William and Mary. London: Christopher Helm. ISBN  978-0747016083.
- 1989 — The Historic Gardens of Oxford & Cambridge.
- 1990 — The English Garden Tour: A View Into the Past. Con David Lambert. John Murray. ISBN 978-0719547751.
- 1991 — Horace Walpole as Modern Garden Historian.
- 1995 — Regency Gardens. Shire Books. ISBN 978-0747802891.
- 1995 — Story of the Privy Garden at Hampton Court.
- 1996 — Jane Austen and the English Landscape.
- 1998 — The World of Alice.
- 1999 — Alexander Pope: Poetry and Landscape. Barn Elms. ISBN 978-1-89953-105-9.
- 2008 — From Bletchley with Love. Bletchley Park Trust. ISBN 978-1-906723-04-0.
- 2009 — Dilly: The Man Who Broke Enigmas. Dialogue. ISBN 978-1-90644-701-4.
- 2017 — "Breaking machines with a pencil (chapter 11)". In Copeland, Jack; et al. (eds. The Turing Guide. Oxford University Press. pp. 97–107. ISBN 978-0-19-874783-3.